# Seconda guerra dello Schleswig
La seconda guerra dello Schleswig (in danese Slesvigske Krig; in tedesco Zweiter Schleswig-Holsteinischer Krieg) o guerra tedesco-danese (in tedesco: Deutsch-Dänischer Krieg), oppure guerra di successione dello Schleswig-Holstein o guerra dei Ducati, è stato un conflitto armato svoltosi nel 1864 che vide contrapposti la Confederazione germanica (Prussia e Impero austriaco in particolare) e il Regno di Danimarca.
Gli scontri cominciarono alla fine di gennaio, quando le truppe prussiane invasero il ducato di Schleswig. Dopo circa nove mesi di combattimenti, si arrivò al trattato di Vienna che suggellò la netta vittoria tedesca: l'intero Schleswig-Holstein venne ceduto incondizionatamente ad Austria e Prussia.
Con questo trionfo i tedeschi riuscirono a rivalersi della sconfitta che avevano subito nella prima guerra dello Schleswig (1848-1851), ben più lunga e difficile di questa (anche se va detto che in occasione del primo conflitto il grande stato svedo-norvegese aveva aiutato militarmente i danesi).

## Antefatti

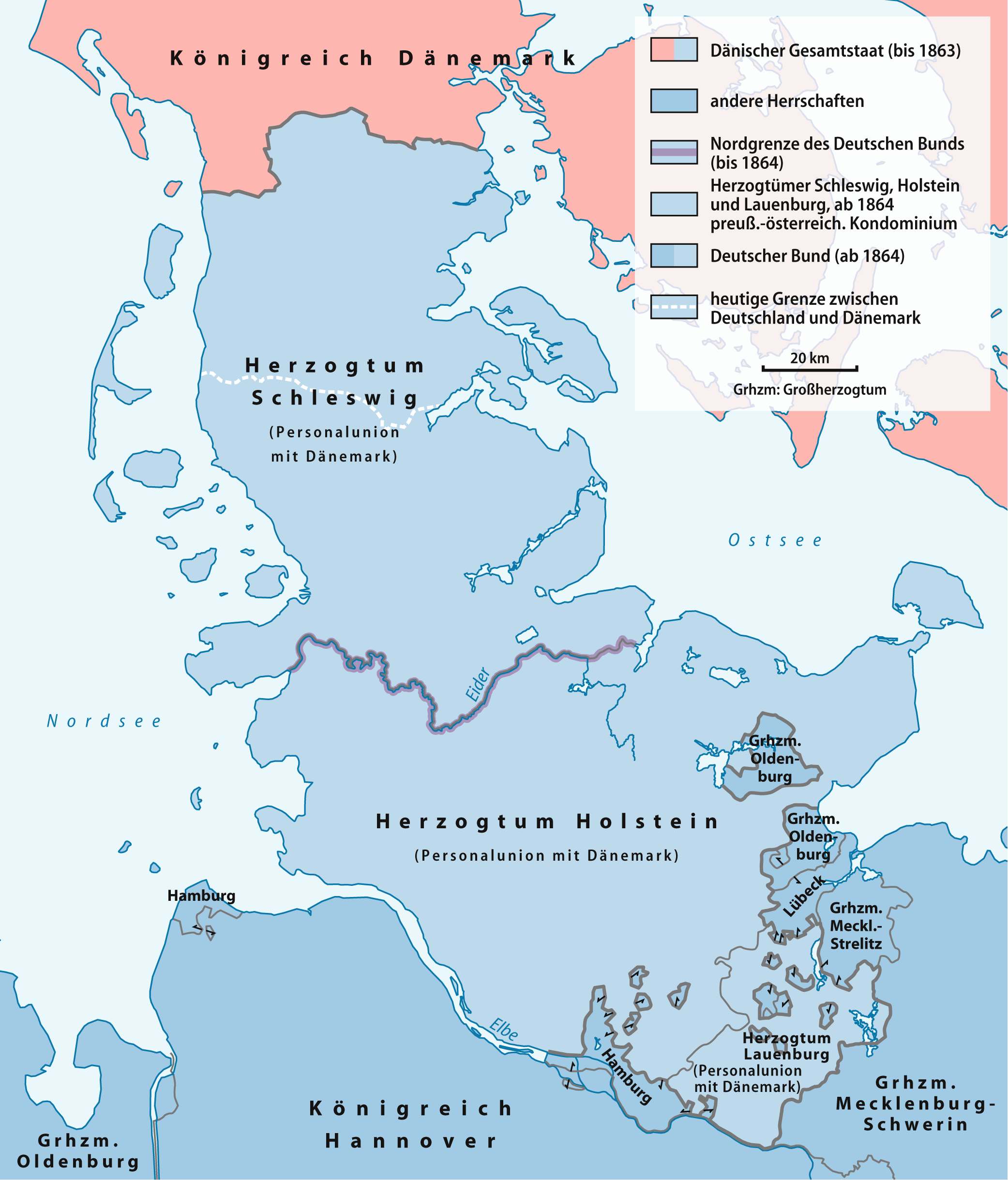
I ducati di Schleswig e Holstein

Lo Schleswig-Holstein era stato già al centro di una crisi internazionale tra il 1848 e il 1849. Tale crisi aveva innescato un breve conflitto fra gli stati tedeschi, capeggiati dalla Prussia, e la Danimarca. Il trattato di Londra del 1852 aveva posto fine alla guerra, decretando la temporanea fine della contesa sui due possedimenti. Lo Schleswig presentava un quadro etnico frammentario, con al suo interno popolazioni di lingua danese, tedesca e frisone, mentre l'Holstein era completamente abitato da tedeschi.
I motivi di rivalità intorno ai due stati riguardavano l'indivisibilità dei ducati e il fatto che i rispettivi nazionalismi, tedesco e danese, pretendevano il completo possesso della totalità dei loro territori. La crisi esplose quando il sovrano danese Cristiano IX si rese responsabile di un atto di forza teso a garantirsi il possesso dei territori. Prima che Federico VII di Danimarca morisse nel 1863, il parlamento danese aveva approvato uno "Statuto di marzo" che consentiva allo Schleswig di venire incorporato nel Regno di Danimarca.
Federico non aveva firmato lo statuto, mentre il suo successore, Cristiano IX, una volta ottenuto il trono, procedette a firmare immediatamente il documento. L'opposizione tedesca alla scelta di Cristiano fu immediatamente molto violenta, in quanto si riteneva che Federico avrebbe proceduto invece, qualora fosse rimasto in vita, a favorire l'annessione alla Confederazione germanica di ambo i ducati.
Il patriottismo tedesco avrebbe voluto che, in spregio al trattato di Londra, si realizzasse l'incorporazione dello Schleswig e dell'Holstein nella Germania e che fosse difeso il riconoscimento del diritto del duca di Augustenburg sulla sovranità di questi. Il cancelliere prussiano Otto von Bismarck, al contrario, ritenne di dover agire sulla base del trattato di Londra. Si adoperò per riconoscere prima Cristiano IX e poi per perorare la difesa dell'autonomia dei ducati.
La Danimarca oppose un netto rifiuto alle richieste di ritiro della costituzione e nel 1863, dopo che il Bundestag (Dieta federale) si attivò per sostenere l'intervento armato, le truppe della Sassonia e dell'Hannover occuparono l'Holstein. Il Bundestag, diviso tra Nationalverein e Reformverein, si pronunciò per l'appoggio alla candidatura degli Augustenburg, principali pretendenti al trono dei ducati.
Nel gennaio del 1864 le forze prussiane e austriache, protette dalla legittimità di un agire in virtù di accordi preesistenti, procedettero all'occupazione dello Schleswig, sostenendo di farlo in difesa dei termini del trattato del 1852, mentre la comunità internazionale non appariva decisa ad intervenire a favore della Danimarca. Solo successivamente, nel maggio dello stesso anno, i due stati decideranno di accettare le aspirazioni degli Augustenburg. Per Bismarck, l'annessione dello Schleswig "aveva leso antichi privilegi dello Schleswig-Holstein".

## Svolgimento della guerra

### L'intransigenza danese

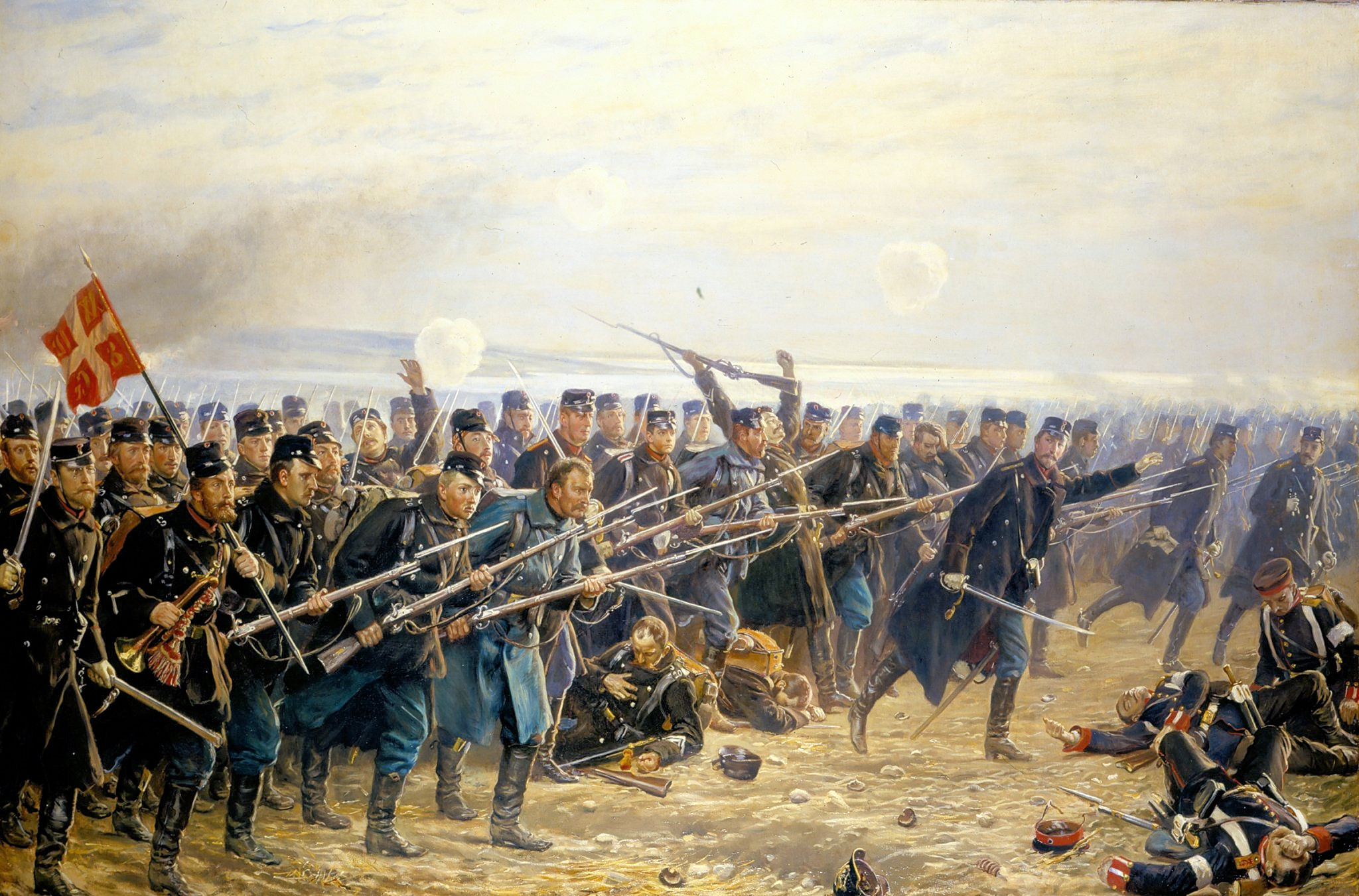
Battaglia presso Dybbøl del 18 aprile 1864

Quando le truppe austro-prussiane, attraversato l'Holstein, si diressero verso lo Schleswig per procedere all'attuazione dei piani di attacco prestabiliti, esse trovarono l'ostilità delle forze del Bund, già operative da quando avevano proceduto all'invasione decisa dal parlamento della confederazione. La guerra volse subito in favore degli austro-prussiani, uniti momentaneamente su una linea di dualismo collaborativo (che fu sfruttato essenzialmente dalla Prussia di Bismarck): questi, militarmente più forti, riuscirono a piegare l'esercito danese e ad aprile si giunse ad un armistizio che sarebbe durato fino a giugno del 1864.
Durante questo intervallo furono aperti tavoli di trattativa per riuscire ad addivenire ad una soluzione intorno al possesso dei due ducati. La posizione della Danimarca tuttavia si mantenne intransigente e rese con questo più praticabili i piani del cancelliere prussiano in merito alla sottrazione delle terre dell'Elba. La Prussia avrebbe riscosso un vantaggio tanto a danno della Danimarca, quanto dell'Austria, che in seguito si ritroverà coinvolta in un'occupazione dalla durata "indefinita" di quei territori e che per questo sarà costretta a rompere i legami di amicizia con la Prussia.

### L'isolamento della Danimarca
Molti stati mal sopportarono il tono inflessibile e rigoroso della posizione della Danimarca, che per tali motivi vedrà cadere l'appoggio immediato della Gran Bretagna (la quale non era danneggiata da un ingrandimento della Prussia, perché ad essa premeva tenere sotto controllo, più che gli stati dell'Europa centrale, le nazioni rivali come la Francia, che aveva garantito comunque la propria neutralità in caso di intervento inglese, e la Russia). La condotta inglese fu, peraltro, poco ferma, a causa di un atteggiamento percepito come ondivago. La Danimarca, alla fine, perderà le speranze in un intervento delle altre potenze nel conflitto. Il regno danese rifiutò non solo la divisione del territorio dello Schleswig, ma si oppose ad una unione puramente personale con il ducato, lamentando il fatto che tale prospettiva avrebbe segnato il passaggio di quest'ultimo sotto la sovranità tedesca.

### La definitiva sconfitta danese
I danesi, travolti dalla macchina da guerra tedesca, furono costretti ad accettare la resa per scongiurare lo spostamento del conflitto nel proprio stesso stato ed evitare la minaccia dell'invasione. Le aspettative degli Augustenburg sui due ducati si sarebbero però scontrate, a questo punto, contro le aspirazioni dei più potenti stati della Confederazione e, soprattutto, con i piani di annessione ideati dal cancelliere Bismarck.

## Conclusione e conseguenze

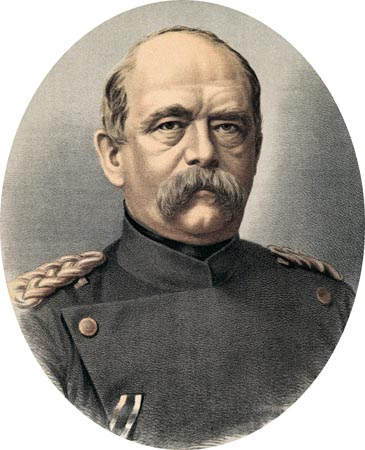
Il cancelliere prussiano Otto von Bismarck

### L'aprirsi delle crepe nei rapporti tra Austria e Prussia
I danesi, abbandonati al proprio destino, il 20 luglio dovettero accettare un nuovo armistizio e il 1º agosto furono obbligati a firmare i preliminari per la pace. La Danimarca si piegò alle richieste prussiane e nell'ottobre del 1864 concesse a Prussia e Austria lo Schleswig e l'Holstein. A questo punto, tiratasi fuori la Danimarca in quanto fulcro originario del contendere attorno alla disputa dei ducati, il problema si spostava sul fronte dei rapporti tra Austria e Prussia sul tema del dominio e della gestione delle terre conquistate.
Un primo incontro per decidere del destino dei ducati avvenne nel palazzo di Schönbrunn. Bismarck in questa sede propose agli austriaci di governare insieme i territori fino ad un'eventuale guerra congiunta contro l'Italia per consentire loro di rafforzarsi in Veneto e riconquistare la Lombardia. L'accordo non fu raggiunto per l'irricevibilità delle richieste avanzate dai sovrani dei rispettivi regni.

### Il successo diplomatico di Bismarck
Con questa guerra Otto von Bismarck aveva realizzato un autentico capolavoro d'astuzia: militarmente aveva condotto, pur con un sicuro supporto austriaco, la Prussia ad un facile successo (e ciò fece aumentare la sua popolarità) e dal punto di vista diplomatico riuscì a creare quei motivi di attrito tra Prussia e Austria che gli sarebbero tornati utili in un secondo tempo, ovvero al momento della resa dei conti anche con lo scomodo vicino asburgico. Infatti i due stati non raggiungeranno un accordo definitivo su come dividere e amministrare le zone appena ottenute, pur avendo realizzato la loro spartizione in base alla forma giuridica del condominio amministrativo. Bismarck era riuscito innanzitutto a mettere a tacere definitivamente, attraverso l'apertura delle ostilità e la conquista con le armi (avvenute su basi di liceità diplomatica agli occhi dell'Europa), le voci di richiesta danesi.
Era riuscito a far decadere la candidatura Augustenburg, ponendo condizioni draconiane per il mantenimento dei ducati (nel far questo scontrandosi con l'Austria) e infine aveva messo con le spalle al muro gli asburgici: costoro, impegnati in una occupazione sine die di territori lontani, stavano lasciando cadere nelle mani dei prussiani due stati che avrebbero dovuto, come stati tedeschi autonomi, rientrare all'interno della Confederazione germanica. Questa divergenza costituì per Bismarck il pretesto per dar vita alla Guerra austro-prussiana, che fu il primo passo verso l'unificazione della Germania sotto il dominio prussiano.

### L'accordo di Gastein
La guerra, ad ogni modo, aveva mostrato una certa superiorità organizzativa austriaca. I prussiani erano stati determinanti solo nella parte conclusiva della guerra. Essi avevano potuto ultimare tuttavia, grazie alla partecipazione al conflitto, quel necessario programma di riforme che avrebbe portato ad una riorganizzazione radicale dell'esercito.
Dopo l'attuazione dell'occupazione de facto dei ducati, gli austroprussiani giunsero ad appianare i dissensi nel 1865 attraverso la convenzione di Gastein, che pose le basi per la creazione di due zone di occupazione militare: l'Holstein fu assegnato all'Austria e lo Schleswig alla Prussia. Tutto ciò suscitò ampi dibattiti all'interno della Germania e acuì il dissenso del movimento nazionale liberale, che reputò l'imposizione delle armi sulle stesse genti tedesche alla stregua di un sopruso inaccettabile. Tuttavia erano presenti componenti minoritarie tra i gruppi nazionali in Prussia che approvarono l'idea del controllo prussiano dei ducati.

## Filmografia sulla guerra
- Il film documentario Slagtebænk Dybbøl, di Klaus Birch, del 2014, ha per oggetto la battaglia di Dybbøl dell'aprile 1864.
- Nel 2014 è stata pubblicata la serie tv danese 1864, scritta e diretta da Ole Bornedal, che ripercorre in sei puntate e in forma romanzata i principali scontri.